# Lysandra asturiensis
Lysandra asturiensis är en fjärilsart som beskrevs av De Sagarra 1924. Lysandra asturiensis ingår i släktet Lysandra och familjen juvelvingar. Inga underarter finns listade i Catalogue of Life.